# John Hogan (Bildhauer)

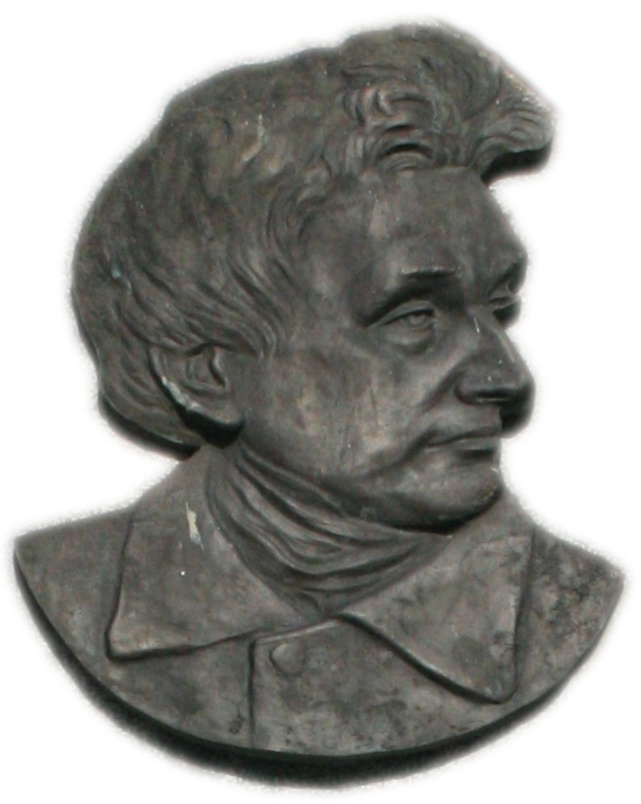
John Hogan in der Darstellung einer ihm gewidmeten Gedenktafel an der Fassade der Parish Hall in Tallow

John Hogan (* 14. Oktober 1800 in Tallow; † 27. März 1858 in Dublin) war ein irischer Bildhauer. Er wurde insbesondere durch seine Zeit in Rom von 1824 bis 1849 geprägt und gehörte zu den wichtigsten irischen Vertretern des neoklassizistischen Stils im 19. Jahrhundert. Seine guten Kontakte zum katholischen Klerus in Irland und mehreren Kunstmäzen in Dublin, die er bei seinen zahlreichen Besuchen in seiner Heimat pflegte, sicherten ihm zahlreiche Aufträge in den 1840er Jahren, seinem schöpferischen Zenit.

## Leben
Hogan wurde am 14. Oktober 1800 im County Waterford geboren. Seine Familie zog jedoch bereits wenige Monate später nach Cork um, wo er seine Kindheit verbrachte. Nach einer kurzen Zeit als Anwaltsgehilfe, die ihm keine Freude bereitete, wurde er 1818 bei dem Architekten Thomas Deane angestellt, den sein Vater durch seine Tätigkeit im Baugewerbe kannte. Dabei zeigten sich schnell sein zeichnerisches Talent und seine Begabung als Holzschnitzer. In dieser Zeit erreichte die Kunstakademie in Cork eine von Antonio Canova hergestellte und von Pius VII. gestiftete Abgusssammlung antiker Skulpturen, die Hogan dazu veranlasste, diese in Holz zu schnitzen. Einer seiner frühesten Aufträge kam im Jahr 1822 von seinem Förderer und Bischof von Cork, John Murphy († 1847), der 27 Heiligen-Statuen und das Abendmahl Jesu nach Leonardo da Vinci umfasste für den Chorbereich der Kathedrale in Cork. Diese Serie verblieb dort bis 1965, als sie wegen der Modernisierung entfernt wurde und seitdem verschollen ist. Im August 1824 fiel ein von Hogan geschaffener Torso in der Corker Kunstgalerie dem Künstler Paul Carey auf, der davon so beeindruckt war, dass er Hogan Baron de Tabley vorstellte, der daraufhin zusammen mit anderen Unterstützern der 1813 gegründeten und der Kunst gewidmeten Royal Irish Institution Hogans Reise nach Rom finanzierte, um ihm dort die Gelegenheit zu geben, seine Ausbildung zu vervollständigen.

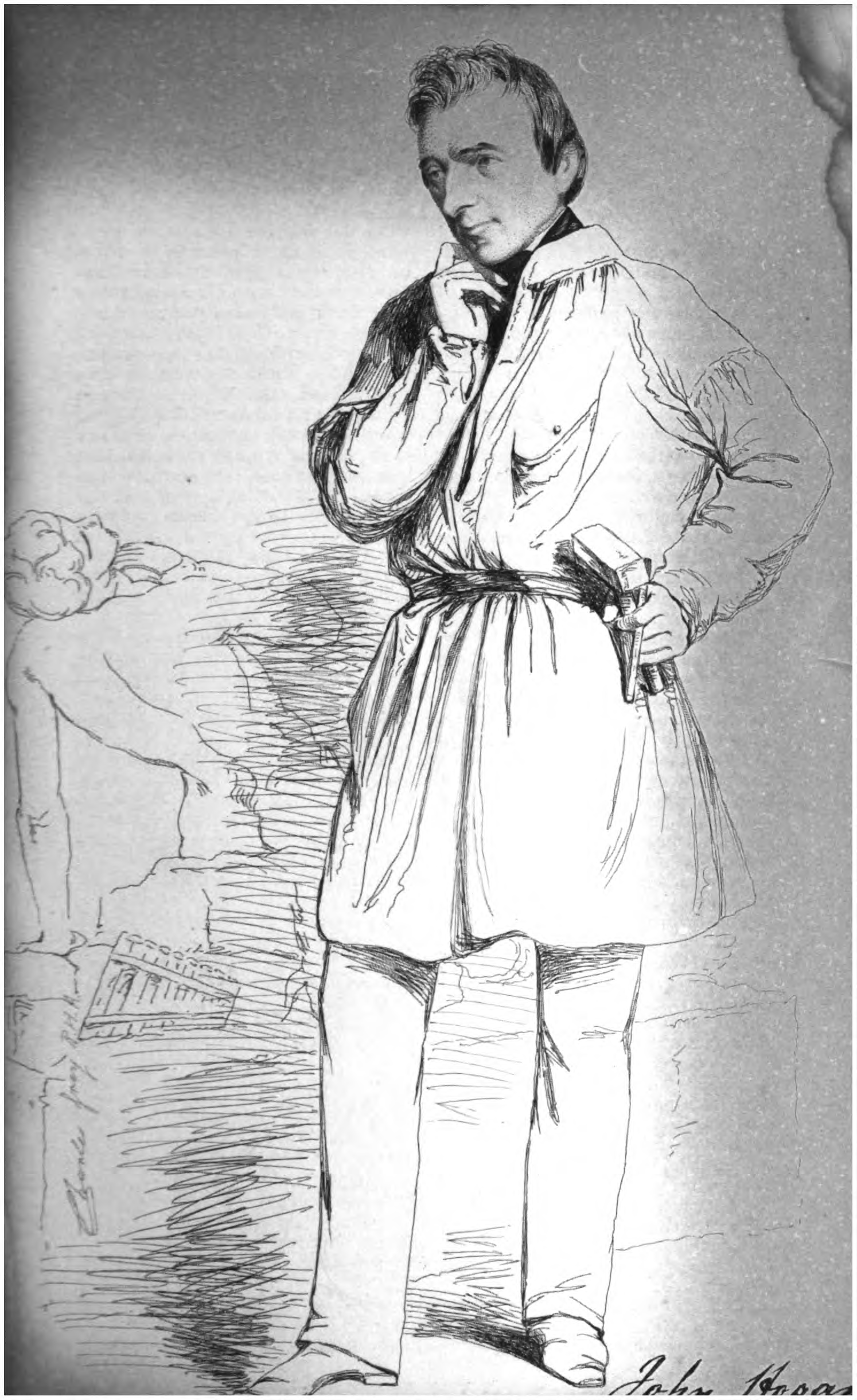
Porträt von John Hogan mit seiner Skulptur The Drunken Faun im Hintergrund

Am 11. April 1824 kam Hogan in Rom an, kontaktierte das Irische Kolleg und wurde von Luigi Gentile (1801–1848) betreut, einem an Kunst interessierten Schüler Ercole Consalvis. Hogan studierte an verschiedenen Schulen in Rom und eröffnete dann mit der finanziellen Hilfe seiner irischen Förderer der Royal Irish Institution ein Studio. Zu seinen ersten aus Carrara-Marmor geschaffenen Skulpturen gehörten Italian Shepherd Boy, The Drunken Faun und Dead Christ. Im Jahr 1829 reiste Hogan das erste Mal von Rom nach Dublin. In genau diesem Jahr hatten die katholischen Iren mit dem Catholic Emancipation Act wieder ihre religiöse Freiheiten zurückgewonnen. Dies führte zu einem Bauboom zahlreicher katholischer Kirchen und einer erhöhten Nachfrage religiöser Kunst, der erst mit der großen Hungersnot ab 1845 zum Erliegen kam. Die Ausstellung Hogans Werke in der Royal Irish Institution fand zahlreiche Besucher und wurde ein großer Erfolg. Besonders wurde Hogan für Dead Christ bekannt, die für 400 Pfund für St. Theresa, eine Kirche der Karmeliter in Dublin gekauft wurde. Während des Besuchs wurde Hogan mit dem Archidiakon und Gemeindepriester Flanagan der Nikolaus-von-Myra-Kirche in Dublin bekannt. Flanagan vergab den Auftrag für eine Pietà und zwei flankierenden Engel. Diese wurde später von Hogan nur in Gips, jedoch nie in Marmor ausgeführt. Die Pietà stand jahrelang in seinem Atelier und trug in Rom zu seinem Ansehen bei. Später kam die Pietà nach Dublin und ist seitdem in der Kirche über dem Hochaltar auf einem dafür vorgesehenen Podest.
Im Herbst 1832 kam Hogan ein zweites Mal nach Irland und erhielt bei dieser Gelegenheit eine Goldmedaille der Cork Society of the Promotion of the Fine Arts. In London besuchte er die Royal Academy of Arts, wo er seine zweite für Cork vorgesehene Skulptur The Dead Christ vorstellte, die danach in der Sankt-Finbarr-Südkirche in Cork aufgestellt wurde. Im Unterschied zu der ersten Fassung wurden dieser Skulptur die Dornenkrone und Kreuznägel beigefügt.
Ein ausgeschriebener Wettbewerb für eine Statue zum Gedenken an den 1834 verstorbenen Bischof James Doyle wurde 1837 von Hogan gewonnen und er vollendete 1839 die Statue in Marmor. Als Hogan im Juni 1840 zu seinem dritten Besuch nach Dublin kam, war die Statue im Royal Exchange (heute das Rathaus der Stadt Dublin) ausgestellt, die in ihrer neoklassizistischen Gestaltung als idealer Rahmen diente. Heute steht die Skulptur im südlichen Seitenschiff der Kathedrale in Carlow. Der Besuch brachte ihm insgesamt sechs neue Aufträge ein, darunter u. a. Skulpturen zum Gedenken von John Brinkley († 1835), Astronom am Trinity College und später anglikanischer Bischof von Cloyne, Jeanette Farrell († 1838) und Thomas Drummond († 1840).
Ebenfalls sehr erfolgreich war der Besuch im Jahr 1843, bei der er zunächst in Cork ankam, dann nach Dublin weiterreiste, wo er zahlreiche weitere Aufträge erhielt, u. a. Büsten des damals noch amtierenden Dubliner Erzbischofs Daniel Murray († 1852), und eine Statue von Daniel O’Connell im Auftrag der von ihm gegründeten Repeal Association, die 1846 fertiggestellt wurde und der bedeutendste öffentliche Auftrag war. Der irische Zweig der Loretoschwestern gab für die zunächst von A. W. N. Pugin 1839 entworfene und danach von Patrick Byrne und John B. Keane umgesetzte neugotische Abteikirche in Rathfarnham den Auftrag, eine Pietà für den Hochaltar zu schaffen mit zwei flankierenden Engeln. Aus dem gleichen Hause schloss sich 1844 ein Auftrag an für die Geburt Christi für den Hochaltar des Hauses in Dalkey.
Während des Pontifikats Pius IX. wurde der Kirchenstaat zunehmend von revolutionären Kräften bedroht. 1847 schloss sich Hogan zunächst noch der von Pius IX. gegründeten Bürgerwehr an, musste dann aber zeitgleich wie der Papst vor der Revolution fliehen. 1849 kehrte Hogan noch einmal kurz nach Rom zurück, überließ die dortigen Arbeiten seinem Assistenten Restaldi zur Vollendung und kam dann am 25. August 1849 zusammen mit seiner Familie in Dublin an. Er ließ sich am Wentworth Place nieder, das später zu seinen Ehren in Hogan Place umbenannt wurde. Seine Rückkehr wurde im Januar 1850 im Dublin University Magazine gewürdigt, das ihn als Berühmtheit des europäischen Kontinents anerkennt, die in Irland außerhalb eines engen Kreises kaum bekannt sei. Zu den ersten Aufträgen in Dublin gehörte eine 1852 fertiggestellte Statue des 1845 früh verstorbenen irischen Young Irelanders Thomas Davis, die zunächst bei dessen Grab stand, später jedoch umgezogen wurde zu den ebenfalls von Hogan geschaffenen Statuen von O’Connell und Drummond in der Eingangshalle der City Hall in Dublin. 1858 starb er in seinem Haus in Dublin und wurde dann auf dem Glasnevin Cemetery beigesetzt.

## Werk
Hogans bekanntestes Werk und auch sein Meisterstück sind die drei Versionen der Statue von The Redeemer in Death oder The Dead Christ (der verstorbene Christus), geschaffen aus Carrara-Marmor. Die erste Version von 1829 steht heute in der St. Therese’s Church in Dublin, die zweite Version von 1833 in St. Finbarr’s Church in Cork und die letzte Version von 1854 in der Basilica of St. John the Baptist in St. John’s (Neufundland). Mit diesem Werk legte Hogan 1829 den Grundstein für seine internationale Reputation. Danach wurden seine Werke von irischen Bischöfen aufgekauft, die sein Atelier in Rom besuchten. Der dänische Bildhauer Bertel Thorwaldsen bezeichnete Hogan als den besten Bildhauer nach ihm in Rom:
Zitat:

„the best sculptor I leave after me in Rome“

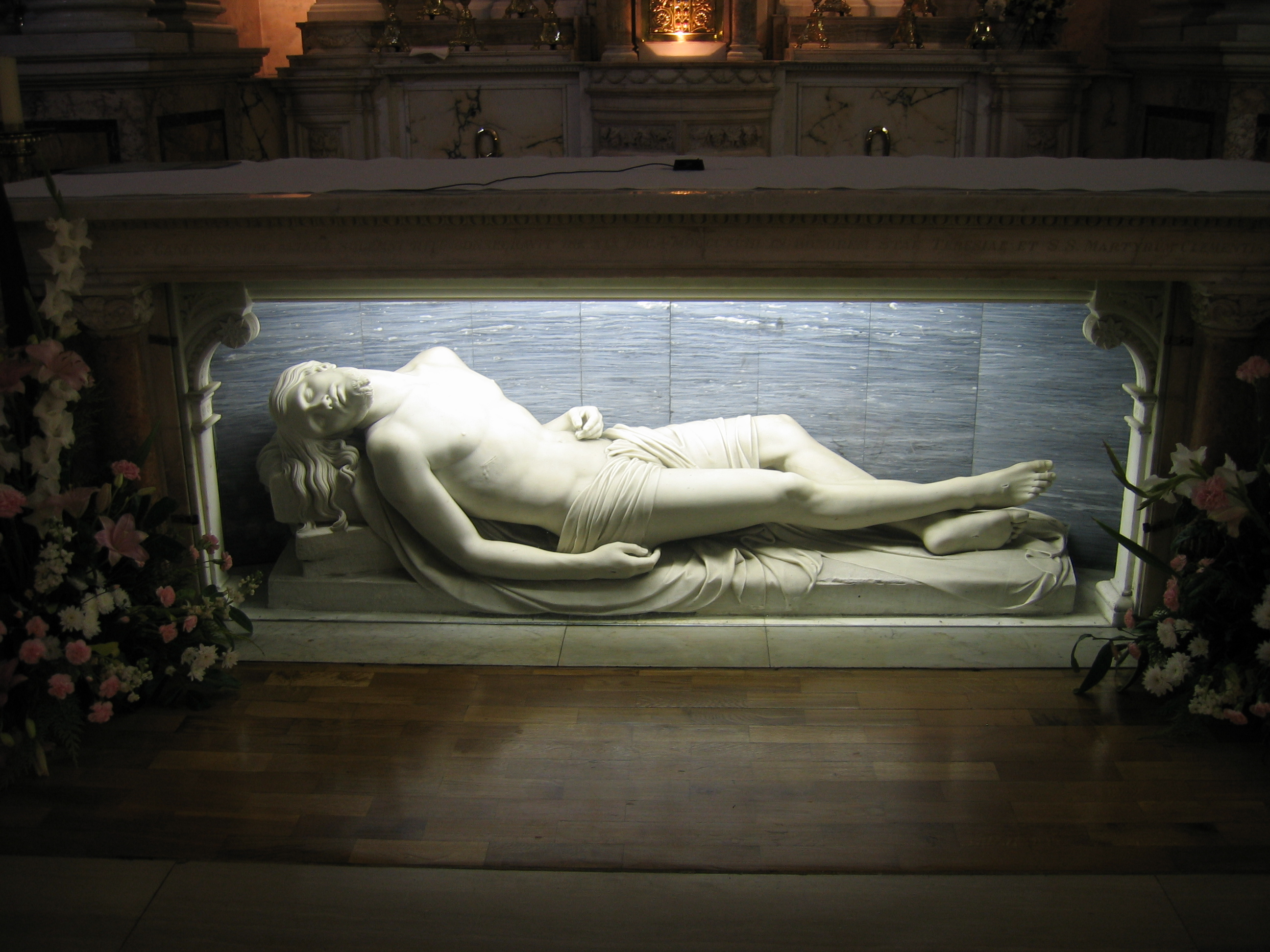
Erste Version in der St. Thereses´s Church in Dublin
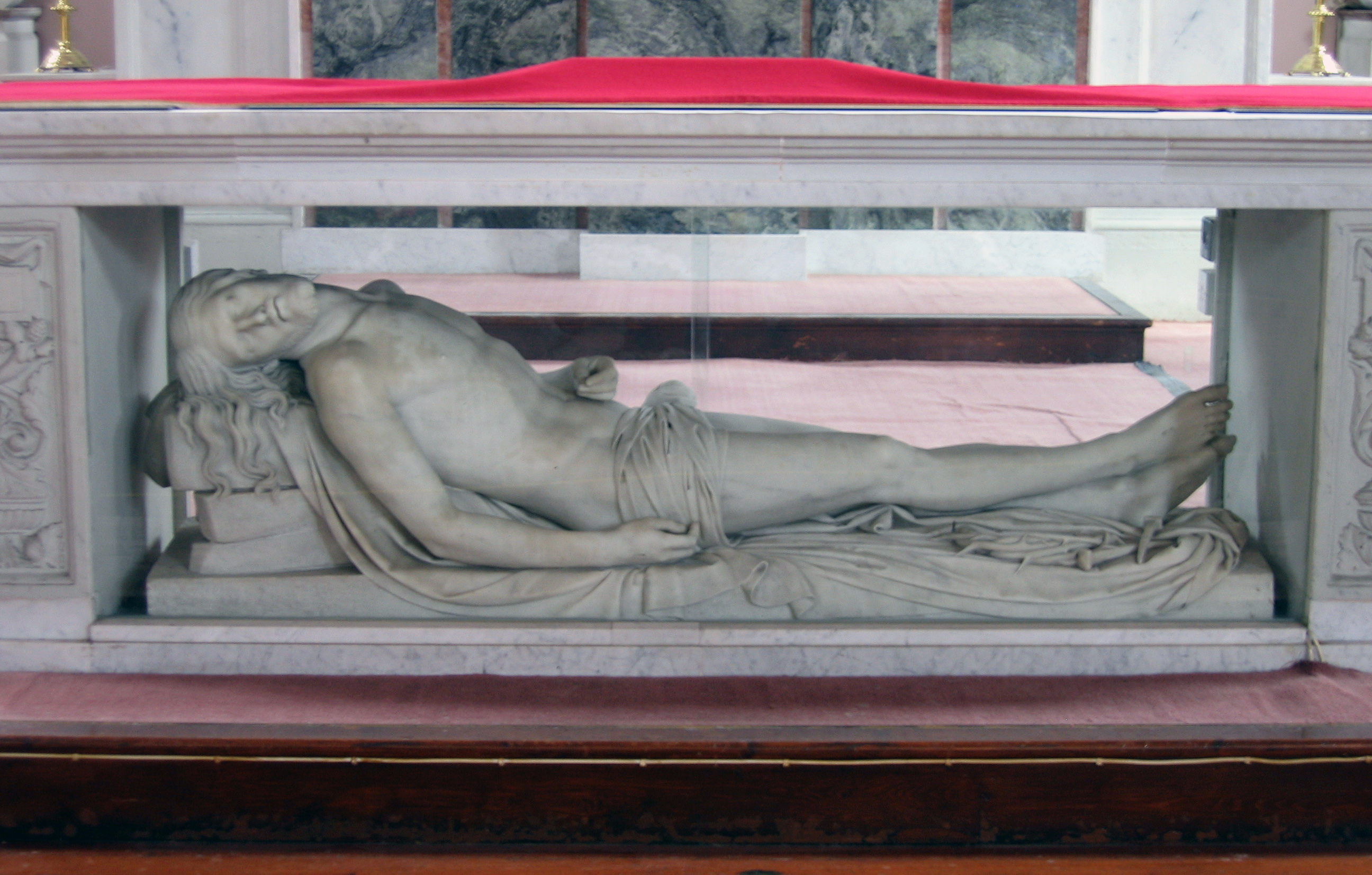
Zweite Version in der Finbarr´s Church in Cork
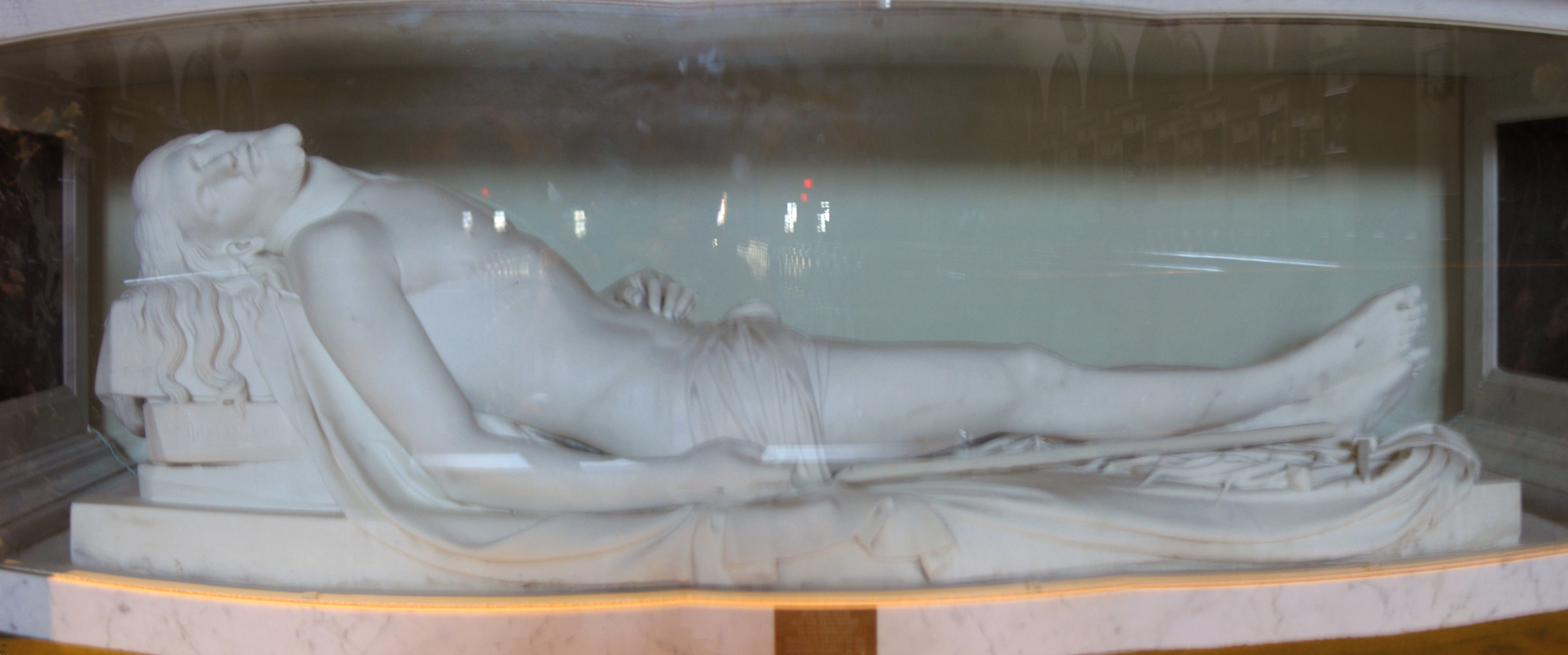
Dritte Version in der Basilica of St. John the Baptist in St. John’s (Neufundland)

Andere Werke von Hogan sind:
- Sleeping Shepherd
- The Drunken Faun
- Father Matthew, eine Bronzestatue von O’Connell
- Dr Doyle, Bishop of Kildare
- Daniel O Connell

## Auszeichnungen
- Goldmedaille der Cork Society of the Promotion of the Fine Arts (1832)[12]
- Goldmedaille der Royal Dublin Society (1836)[12][22]